# Faramond
Faramond ali  Faramund je bil legendarni frankovski kralj, * okoli 370, † 427.
Prvič je omenjen v karolinškem besedilu Liber Historiae Francorum (Zgodovina  Frankov)  iz 8. stoletja. Delo je znano tudi pod naslovom  Gesta regnum Francorum (Dejanja Frankovskega kraljestva) in se običajno datira v leto 727.  Neznani avtor začenja zgodovino z opisom mitološkega trojanskega porekla Frankov.  Glavni poudarek  dela je  »izmisliti si posebno preteklost za posebno skupino ljudi«.

## Legenda
Liber opisuje izvolitev prvega frankovskega kralja in pravi, da je po Sunovi smrti njegov brat Markomer, poglavar Ampisivarov in  Hatov, predlagal, da bi, v nasprotju z običaji, Franki imeli enega samega kralja. Liber dodaja, da je bil za prvega kralja izvoljen Markomerjev sin, s katerim se je začela tradicija dolgolasih frankovskih kraljev. Liber nato pravi, da je po njegovi smrti kot drugi kralj vladal njegov sin Klodion,  o katerem pa ne pove nič.
Glede na to, da različni viri, med njimi tudi Gregor Tourski, za to obdobje omenjajo več različnih kraljev,   se Faramonda obravnava  bolj kot legendarno in ne zgodovinsko osebo. Njegov obstoj je torej vprašljiv, če je resnično živel pa je vprašanje, ali so ga priznavali kot  edinega  frankovskega kralja.  Prvi kralj Frankov, ki bi lahko bil bliže temu položaju,  je bil Klodvik I.. Po njegovi smrti so njegov imperij razdelili med njegove sinove, ki so spet vladali hkrati.
Iz mita  o Fararamondu je kasneje nastalo več novih legend in romanc.  Francoski menih in zgodovinar Martin Bouquet si je kasneje izmislil celo Fraramondovo zgodovino.

## Zgodovinski viri
Gregor Tourski v svojih Annales Francici (Frankovski letopisi) za leto 420 omenja, da je takrat v Franciji vladal Fraramond  (Pharamundus regnat in Francia).
Sigebert iz  Gemblouxa omenja, da je Faramond kot kralj Frankov vladal med Markomerjem in Klodionom. Za Markomerja pravi, da je bil mitološkega porekla.
Sveti Gregorij opisuje skupino Trojancev, ki so pobegnili v Palus Maeotis, močvirja v delti Dona, in od tam v Panonijo, kjer so postali frankovsko pleme Sikambri. V Panoniji so živeli skupaj z Alani. Alani so bili v Panoniji  dokazano naseljeni okoli leta 370 med svojo selitvijo v Galijo,  od koder so se preselili v Hispanijo in tam vladali do prihoda Vizigotov. V nadaljevanju pravi, da so se Franki pod Markomerjevim vodstvom preselili v Germanijo in se naselili ob Renu. Markomerja je po smrti kot njihov poglavar nasledil Faramundus ali Faremundus.
V Gestae Francorum (okoli 1100) je v 8. poglavju opisano, kako so Franki pod Faramondom spremenili svoje zakone.